# Музей Ельзасу в Страсбурзі
Музей Ельзасу в Страсбурзі – етнографічний музей, основною місією якого є дослідження культурної спадщини та збереження пам'яток традиційного побуту Ельзаського регіону 18–19 століть – вбрання, меблів, посуду, іграшок, виробів народних майстрів тощо, а також реконструкція інтер'єрів традиційного житла та господарських споруд.